# Марк (узурпатор)
Марк (лат. Marcus, полная форма имени неизвестна), римский император-узурпатор в 406(?)-407 годах. 
В 406 году британские легионы взбунтовались и провозгласили императором простого солдата Марка, но спустя некоторое время он был убит (вероятно, по той же причине, по какой и будет убит его преемник), а легионеры объявили императором Грациана — представителя городской аристократии. После четырёх месяцев правления Грациан был убит, а императором стал Константин. Марк — персонаж валлийских легенд. Возможно именно его Гальфрид Монмутский упоминает в списке легендарных королей Британии под именем Динот.